# Feliks iz Nole
Feliks (Napulj, ? – Nola, oko 260.) bio je svećenik i svetac iz Nole. Spomendan mu je 14. siječnja.

## Životopis
Rođen je u Noli kod Napulja početkom 3. stoljeća u obitelji nekog vojnika podrijetlom iz Sirije. Nolski biskup Maksima zaredio ga je za svećenika te ga je odredio sebi za nasljednika nakon smrti. Za vrijeme progona kršćana biskup Maksim je pobjegao u goru te su progonitelji uhvatili Feliksa. Prema predaji Feliksu se u tamnici ukazao anđeo, koji ga je izveo na mjesto, gdje se nalazio biskup Maksim koji je bio iznemogao. Nakon toga se sakrivao po gradu, ali su ga ponovno pronašli u nekim razvalinama. Prema predaji, pauci su ispleli veliku mrežu preko ulaza te tako odvratili progonitelje.
Nakon toga se sakrivao u nekom isušenom zdencu. Nakon što su prestali progoni, izašao je iz skrovišta. Narod ga je želio za Maksimova nasljednika, što je on odbio dajući prednost Kvintu, starijem svećeniku koji je zaređen sedam dana prije Feliksa.

## Štovanje
Nolski vjernici postavili su mu mramorni spomenik s natpisom: „Ovdje počiva Božji čovjek”.

### Knjige
- Lach, Maksimilijan. 1939. Životi svetaca za svaki dan u siječnju. 1. Hrvatsko književno društvo sv. Jeronima u Zagrebu. Zagreb.

## Vanjske poveznice
Ostali projekti
|  | Zajednički poslužitelj ima još gradiva o temi Feliks iz Nole |